# Narodowa Organizacja Radykalna
Narodowa Organizacja Radykalna lub Narodowa Partia Radykalna (w literaturze spotyka się także, rzadziej, nazwę Narodowy Obóz Rewolucji) – polska narodowo-radykalna, faszystowska i narodowo-socjalistyczna organizacja kolaborująca z Niemcami, utworzona w październiku 1939 roku przez grupę dawnych członków Ruchu Narodowo-Radykalnego Falanga, Narodowej Partii Społecznej i Polskiej Partii Narodowo-Radykalnej. Działała do wiosny 1940 roku.
NOR grupował polskich polityków i działaczy, którzy zamierzali współpracować z niemieckimi władzami okupacyjnymi w celu uzyskania wpływu na politykę okupowanej Polski. Inicjatorem powstania grupy był Andrzej Świetlicki, który wcześniej próbował stworzyć formację o profilu narodowo-socjalistycznym na wzór NSDAP; według innych źródeł czołową rolę odgrywali Władysław Puławski, Jan Podgórski (NPS) i Antoni Jakubowski (PPNR). Jak pisał historyk Tomasz Szarota, NOR „z jednej strony nawiązywała do programu i ideologii ONR-Falangi, z drugiej zaś stwarzała płaszczyznę działania dla osób starszej generacji, antysemitów i germanofilów”. Próba kolaboracji zakończyła się fiaskiem: w marcu 1940 roku lokal NOR zamknęło Gestapo, a w maju tegoż roku aresztowano Świetlickiego, który został w następnym miesiącu rozstrzelany w Palmirach.
Przed wojną grupa narodowych radykałów założyła krótkotrwałą organizację o tej samej nazwie. Jej liderem był Jerzy Rutkowski.

## Struktura organizacyjna
Oficjalna nazwa ugrupowania brzmiała Narodowa Partia Radykalna. Wojciech Muszyński w artykule z 2023 podał, że inicjatorem jej powstania był Władysław Puławski, działacz „Związku Legionistów i Peowiaków”, przedwojenny oficer rezerwy. Pełnił funkcję kierownika organizacji. Jego zastępcą był Jan Podgórski, który był rzeczywistym przywódcą ugrupowania. Działał przed wojną w narodowosocjalistycznej „Błyskawicy” oraz w Narodowej Partii Społecznej. Funkcję II zastępcy pełnił Antoni Mucharski, natomiast sekretarza Władysław Wojtowicz. W skład 20-osobowej Rady Głównej wchodzili m.in. docent Stanisław Bryć, Zygmunt Cybichowski, Antoni Jakubowski, Józef Niski, Stanisław Trzeciak. Zdaniem tego samego autora Świetlicki nie pełnił żadnej funkcji, a ugrupowanie powstało z inicjatywy Puławskiego, który spotykał się z SA-Oberführerem Ludwigiem Leistem. Inni autorzy opisują Świetlickiego właśnie jako założyciela i lidera grupy.

## Działalność
Narodowa Organizacja Radykalna otrzymała od niemieckich władz wojskowych dawny lokal Związku Młodej Polski w Alejach Ujazdowskich w Warszawie, Andrzejowi Świetlickiemu przydzielono dawne mieszkanie Juliana Tuwima. W marcu 1940 roku NOR współorganizowała z Niemcami serię napadów na domy i sklepy warszawskich Żydów, znaną jako pogrom wielkanocny. Historycy nie są w stanie dziś stwierdzić, czy pogrom ten został zaplanowany przez Niemców, czy też zaakceptowali oni tylko inicjatywę NOR. Współpracę NOR przy dokonaniu pogromu odnotował „Biuletyn Informacyjny” ZWZ z 21 czerwca 1940 roku. NOR powiązana była z takimi organizacjami jak GOJ (Gospodarczo Organizujmy Jedność, antysemicki związek kupców i rzemieślników) i Atak (bojówka NOR, zlikwidowana w 1940 roku). Gospodarczo Organizujmy Jedność odpowiedzialna była za znakowanie sklepów aryjskich symbolem topokrzyża a „Atak” stanowiła paramilitarne skrzydło partii, działające szczególnie aktywnie w czasie pogromu wielkanocnego. W czasie zajść przedstawiciele NOR apelowali do społeczeństwa polskiego o udział w pogromach, wstępowanie do organizacji oraz kolaborację z hitlerowcami przeciwko Związkowi Radzieckiemu. Organizacja usprawiedliwiała nawet porażkę w kampanii wrześniowej jako winę sanacji i akceptowała utracenie ziem zachodnich; według koncepcji partii straty te zrekompensować miały zyski na wschodzie.

Narodzie Polski! Z winy sanacji Polska poniosła straszliwą klęskę oraz utraciła niepodległość i ziemie zachodnie. Ale nie wszystko jest stracone. Można odbudować wojsko polskie, aby wzięło udział w nieuniknionej wojnie przeciwko komunizmowi sowieckiemu. Zdobyte na wschodzie ziemie przywrócą nam nasze terytoria zagarnięte przez ZSRR, a inne bardziej na wschód, będą rekompensatą za utracone Pomorze, Śląsk, i Poznańskie oraz odszkodowaniem za straty wojenne. Na finansowanie odbudowy Polski i jej nowej armii użyjemy skonfiskowaną własność żydowską. Rodacy! Wstępujcie do NOR! Dajcie nam możność odbudowania ojczyzny i powstania Wielkiej Polski!

Poza Świetlickim, działaczami NOR byli też Erazm Samborski, ksiądz Stanisław Trzeciak, Stanisław Brochwicz vel Brohwicz, Antoni Cercha, R. Podgórski, Władysław Studnicki, Zygmunt Cybichowski, Jerzy Cybichowski.
Niejasne pozostają związki NOR i przywódcy RNR-Falanga, Bolesława Piaseckiego. Współpracownik Piaseckiego Włodzimierz Sznarbachowski uważał, że przywódca NOR, Andrzej Świetlicki, działał w porozumieniu z Piaseckim i wykonywał jego polecenia. Jego zdaniem: Piasecki zamierzał stworzyć dwie organizacje: jawną, współpracującą z Niemcami NOR oraz podziemną, walczącą z Niemcami, na której czele miał stać Zygmunt Przetakiewicz. Według relacji Sznarbachowskiego Piasecki prowadził także rozmowy z Wehrmachtem i chciał stworzyć polski rząd kolaboracyjny. Zygmunt Przetakiewicz zaprzecza natomiast jakimkolwiek związkom Piaseckiego z NOR; utrzymuje, że Świetlicki działał wbrew woli Piaseckiego, a przywódca Falangi zniechęcał go do współpracy z Niemcami.
Organizacja wydawała pisma o tytułach „Odrodzenie” i „Pochodnie”. Postawa Narodowej Organizacji Radykalnej, określanej w prasie podziemnej jako część Ruchu Narodowo-Radykalnego Falanga, opisana została już w 1939 roku. Część podziemia obawiała się, że partia może stanowić zalążek nowej partii nazistowskiej. NOR początkowo popierana była przez niemiecką administrację wojskową i wywiad wojskowy (Abwehrę). Po przejęciu władzy przez cywilną administrację Generalnego Gubernatorstwa i po wydanym przez Hitlera w kwietniu 1940 zakazie współpracy z politycznymi organizacjami w Polsce, NOR została pozbawiona ochrony i współpracy ze strony nazistów. 8 maja 1940 Świetlicki został aresztowany i uwięziony na Pawiaku. 20 czerwca 1940 został rozstrzelany w Palmirach, co zakończyło działalność NOR. W tej samej egzekucji zginęli także Wojciech Kwasieborski i Tadeusz Lipkowski, dwaj inni działacze przedwojennej Falangi, prawdopodobne także związani z NOR. W marcu 1941 roku Związek Walki Zbrojnej wyeliminował wciąż przebywającego na wolności Stanisława Brochwicza, na którego zapadł wyrok podziemnego sądu.
Działalność NOR nie została potępiona przez środowisko Falangi ani późniejszego „Paxu”. Świetlickiego uwzględniano na listach działaczy narodowych zabitych przez Niemców, wydawanych przez „Pax”.